# ابن غضائری
ابن غضائری (به عربی: اِبْن الْغَضائِری) از دانشمندان علم رجال است، که آثارش اهمیت بسیاری در این علم دارد. وی در این راه، از اساتیدی بهره برده‌است که بزرگترین آن‌ها پدرش دانشمند بزرگ بغداد بوده‌است. از وی دو کتاب به نام مصنفات و اصول در علم رجال یاد شده‌است و کتابی در علم تاریخ به او منسوب است.

## سرگذشت
احمد بن حسین بن عبدالله بن ابراهیم بن عبدالله غضائری معروف به ابن غضائری، یکی از رجال‌شناسان و محدثان شیعه در بغداد است که در سده‌های چهارم و پنجم قمری می‌زیسته‌است. کنیه وی را منابع، با اختلاف، ابوالحسن و ابوالحسین گزارش نموده‌اند. از تاریخ زندگانی وی، اطلاعات چندانی در دست نیست و سرگذشتش در هاله‌ای از ابهام است. در منابع رجالی شیعه همچون الفهرست و رجال طوسی و همچنین رجال نجاشی، از وی گزارشی نیامده‌است و تنها نجاشی در نقل قول‌هایی که از وی گزارش کرده‌است، به زندگی و دانش وی اشاراتی داشته‌است. بر اساس برخی گزارشات از قلاح السائل تألیف سید بن طاووس، تاریخ حدودی مرگش مشخص است و چنین می‌نماید که چندی پس از فوت پدرش در ۱۵ صفر ۴۱۱ از دنیا رفته‌است.

## استادان
از میان استادان و مشایخ وی، پدرش حسین بن عبدالله غضائری، احمد بن عبدالواحد ابن عبدون و ابوالحسین محمد بن عثمان نصیبی، از راویان شناخته شده‌هستند. وی در خصوص رجال‌شناسی و کتاب‌شناسی از پدرش به عنوان دانشمندی بزرگ در بغداد، بهره بسیار برده‌است.

## شاگردان
نجاشی گزارش کرده‌است که از میان شاگردان ابن غضائری، کسی را نمی‌شناسد و از نقل قول‌های نجاشی چنین برداشت می‌شود که خود وی (نجاشی) از نظرات رجالی و تاریخی ابن غضائری، استفاده‌های بسیاری نموده و برایشان ارزش بسیاری قائل بوده‌است.

## اهمیت در رجال و حدیث
دیدگاه‌های ابن غضائری، در جرخ و تعدیل روات، از اهمیت بالایی نزد نجاشی برخوردار بوده‌است و نشان‌دهنده میزان اعتماد و وثوق نجاشی بر ابن غضائری است. یاقوت نیز از شخصی همنام و هم نسب با ابن غضائری یاد کرده‌است که احتمالاً هموست. یاقوت او را از ادیبان و فضلا برشمرده است و وی را دارای خطی خوش گزارش کرده‌است. وی در شناخت آثار امامیه، اهتمام بسیار از خود نشان داده‌است و در برخی موارد، تنها کتاب‌هایی را گزارش کرده‌است که جز او کسی ندیده‌است.

## آثار
شیخ طوسی در مقدمه کتابش الفهرست، از آثار ابن غضائری دو کتاب مصنفات و اصول را یاد می‌کند که توسط وی نگارش یافته‌است. وی در توصیف این دو اثر می‌نویسد که ابن غضائری بیش از پیشیان خود کوشیده‌است که به تفصیل آثار امامیه را معرفی نماید. طوسی در ادامه توضیح می‌دهد که این دو کتاب به جهت عدم توجه کافی به این دو اثر، اصل کتب از میان رفته‌است. نجاشی نیز در آثارش بدون ذکر منبع و به صورت مستقیم، از ابن غضائری گزارش‌هایی را نقل می‌کند که غالباً با دو عنوان «قال احمد بن الحسین» و «ذکر احمد بن الحسین» شروع می‌شود. با توجه به این نقل قول‌های نجاشی، احتمالاً وی به کتاب مصنفات ابن غضائری دسترسی داشته‌است و از آن مکرر استفاده نموده‌است. بجز این دو اثر در علم رجال، نجاشی از اثر دیگر وی استفاده نموده‌است که در حوزه تاریخ نگارش یافته‌است. نجاشی از این اثر در شرح حال برقی بهره برده‌است. احتمالاً این اثر به شرح محدثان امامیه پرداخته‌است. نجاشی در ۳ مورد، به نقل نظرات جرح و تعدیل ابن غضائری پرداخته‌است که احتمالاً از کتاب دیگری از ابن غضائری در این خصوص استفاده کرده باشد.